# Jordanien i olympiska sommarspelen 2016
Jordanien deltog med åtta deltagare vid de olympiska sommarspelen 2016 i Rio de Janeiro. Totalt vann de en guldmedalj.

## Medaljer
| Medalj | Namn            | Sport     | Gren            |
| ------ | --------------- | --------- | --------------- |
| Guld   | Ahmad Abughaush | Taekwondo | Herrarnas 68 kg |

## Boxning
Herrar
| Boxare          | Gren          | Omgång 1                | Omgång 2             | Kvartsfinal          | Semifinal            | Final                | Final            |
| Boxare          | Gren          | Motståndare Resultat    | Motståndare Resultat | Motståndare Resultat | Motståndare Resultat | Motståndare Resultat | Placering        |
| --------------- | ------------- | ----------------------- | -------------------- | -------------------- | -------------------- | -------------------- | ---------------- |
| Obada Al-Kasbeh | Lätt tungvikt | Biyarslanov (CAN) L 0–3 | Gick inte vidare     | Gick inte vidare     | Gick inte vidare     | Gick inte vidare     | Gick inte vidare |
| Hussein Ishaish | Supertungvikt | Bye                     | Nistor (ROU) W 2–1   | Yoka (FRA) L 0–3     | Gick inte vidare     | Gick inte vidare     | Gick inte vidare |

## Friidrott
Förkortningar
- Notera– Placeringar avser endast det specifika heatet.
- Q = Tog sig vidare till nästa omgång
- q = Tog sig vidare till nästa omgång som den snabbaste förloraren eller, i fältgrenarna, genom placering utan att nå kvalgränsen
- NR = Nationellt rekord
- N/A = Omgången fanns inte i grenen
- Bye = Idrottaren behövde inte tävla i omgången

Bana och väg
| Idrottare         | Gren              | Final    | Final     |
| Idrottare         | Gren              | Resultat | Placering |
| ----------------- | ----------------- | -------- | --------- |
| Methkal Abu Drais | Herrarnas maraton | 2:46:18  | 140       |

## Judo
| Idrottare      | Gren                       | Omgång 1                | Omgång 2             | Kvartsfinaler        | Semifinaler          | Återkval             | Final / BM           | Final / BM       |                  |
| Idrottare      | Gren                       | Motståndare Resultat    | Motståndare Resultat | Motståndare Resultat | Motståndare Resultat | Motståndare Resultat | Motståndare Resultat | Placering        |                  |
| -------------- | -------------------------- | ----------------------- | -------------------- | -------------------- | -------------------- | -------------------- | -------------------- | ---------------- | ---------------- |
| Ibrahim Khalaf | Herrarnas mellanvikt −90kg | Briceño (CHI) L 000–011 | Gick inte vidare     | Gick inte vidare     | Gick inte vidare     | Gick inte vidare     | Gick inte vidare     | Gick inte vidare | Gick inte vidare |

## Taekwondo
| Idrottare       | Gren             | Åttondelsfinaler     | Kvartsfinaler        | Semifinaer            | Återkval             | Final                  | Final     |
| Idrottare       | Gren             | Motståndare Resultat | Motståndare Resultat | Motståndare Resultat  | Motståndare Resultat | Motståndare Resultat   | Placering |
| --------------- | ---------------- | -------------------- | -------------------- | --------------------- | -------------------- | ---------------------- | --------- |
| Ahmad Abughaush | Herrarnas −68 kg | Zaki (EGY) W 9–1     | Lee D-h (KOR) W 11–8 | González (ESP) W 12–7 | Bye                  | Denisenko (RUS) W 10–6 | 1         |

## Triathlon
| Idrottare       | Gren                | Simning (1,5 km) | Trans 1 | Cykling (40 km) | Trans 2 | Löpning (10 km) | Totaltid | Placering |
| --------------- | ------------------- | ---------------- | ------- | --------------- | ------- | --------------- | -------- | --------- |
| Lawrence Fanous | Herrarnas triathlon | 18:16            | 0:48    | 59:34           | 0:40    | 35:47           | 1:55,05  | 46        |